# Izdebienko
Izdebienko (inaczej Izbinka) – jezioro rynnowe w woj. wielkopolskim, w powiecie międzychodzkim, w gminie Sieraków, we wsi Izdebno, leżące na terenie Pojezierza Poznańskiego.

## Dane morfometryczne
Powierzchnia zwierciadła wody według wykazu jezior w powiecie międzychodzkim wynosi aż 31,59 ha.

## Hydronimia
Według urzędowego spisu opracowanego przez Komisję Nazw Miejscowości i Obiektów Fizjograficznych (KNMiOF) nazwa tego jeziora to Izdebienko. W niektórych publikacjach i na mapach topograficznych jezioro to występuje pod nazwą Izbinka.